# 永寿镇
永寿镇，是中华人民共和国四川省眉山市东坡区下辖的一个乡镇级行政单位。
永寿镇有全国重点文物保护单位报恩寺。

## 行政区划
永寿镇下辖以下地区：
永寿社区、罗平社区、永新村、永华村、永胜村、永德村、蔬菜村、永江村、石佛村、四桥村、冷中坝村、张槽村、铁象村、高丰村、双桥村、河塘村和鸿化村。